# Semiothisa subcastanea
Semiothisa subcastanea là một loài bướm đêm trong họ Geometridae.